# Boven Saramacca
Boven Saramacca è un comune (ressort) del Suriname 1.537 abitanti.